# Derrick Obasohan
Derrick Osamuyi Obasohan (Houston, 18 aprile 1981) è un ex cestista nigeriano.

## Carriera
Con la Nigeria ha disputato i Giochi olimpici di Londra 2012, i Campionati mondiali del 2006 e due edizioni dei Campionati africani (2011, 2013).

## Palmarès

### Squadra
- Coppa del Lussemburgo: 1

Etzella Ettelbruck: 2005

### Individuale
- Southland Conference Freshman of the Year (2001)
- Difensore dell'anno del campionato lussemburghese (2005)